# Bela da meia-noite

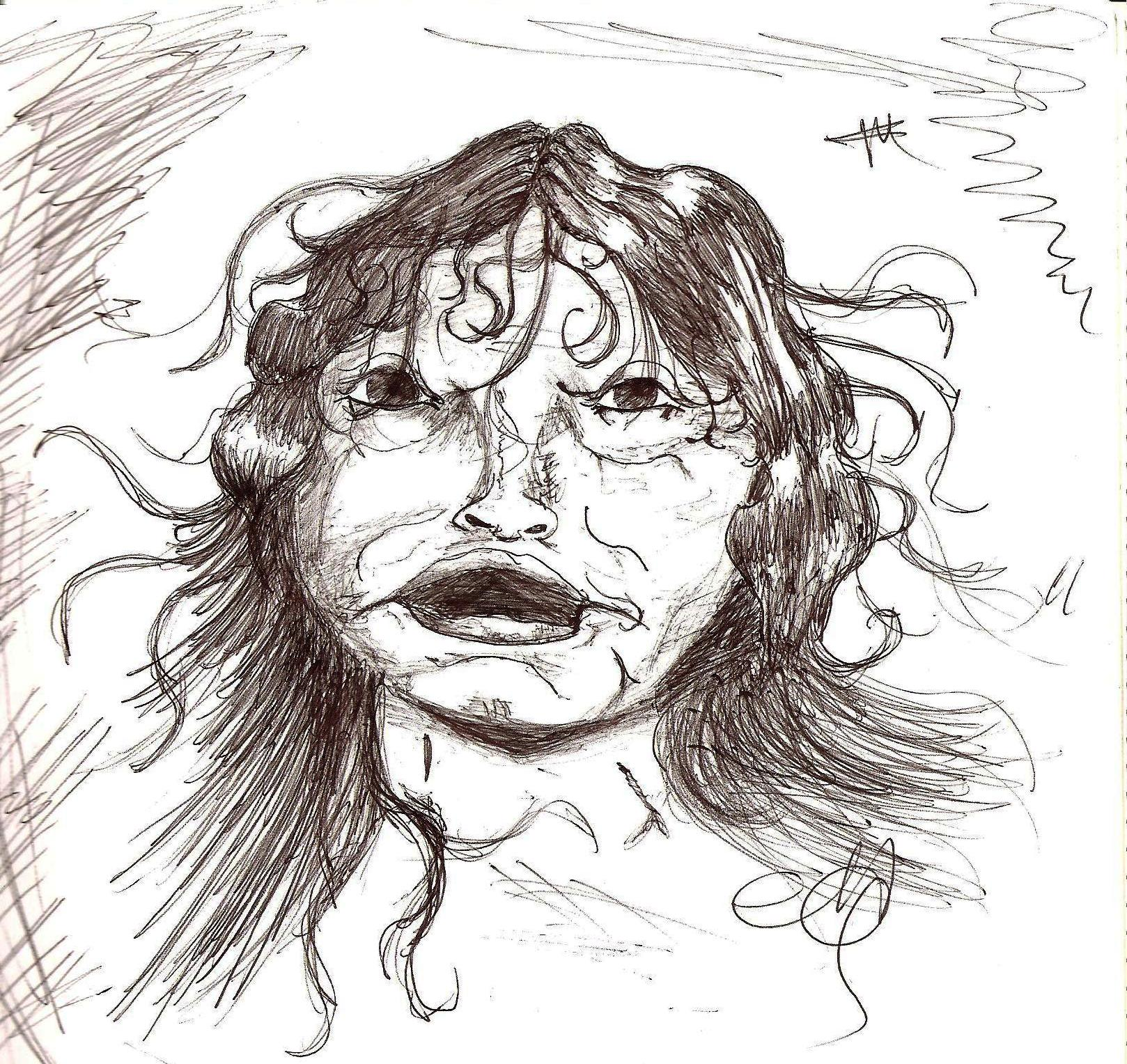
A Chorona

A mulher da meia-noite é um fantasma do folclore mundial. Sua história possui diversas variantes em várias partes do mundo, mas é na América do Sul que encontram relatos mais variados.

## Versões
- A versão que parece ser a mais antiga e bem documentada é uma novela escrita por Wilkie Collins em 1859, chamada The Woman in white publicada como folhetim entre 1859-1860 pela revista All the year round, na Inglaterra, e pelo Harper's Bazar, nos Estados Unidos, e pela primeira vez em livro em 1860, é considerada a primeira novela de mistério e fez muito sucesso.
- No Brasil, a Mulher da meia-noite também recebe os nomes de Bela (ou Dama) da Noite, A Mulher de branco[1] (ou de outras cores, tais como vermelho, preto, de acordo com as vestes com as quais se apresenta).
- Na Venezuela, é chamada de "La Sayona".
- No México recebeu o nome de "La Llorona"
- Na região andina, existe a figura da "Paquita Muñoz".

## Variações

### Brasil
No Brasil, existem várias versões da morte e da maneira de "aterrorizar". Confira algumas:
1 - Uma mulher grávida de 2 filhos, prestes a dar à luz, logo após o casamento, foi abandonada pelo marido. Quando os filhos nasceram, ela os matou e fugiu de casa. Mais tarde, percebeu o erro que cometera. Uma das maneiras de destruí-la seria faze-la ir até onde estão enterrados os filhos.
2 - Uma bela jovem que aparece em estradas e pede carona para os homens. Muito bela e sedutora, tenta seduzi-los e fazê-los cometer traição. Se ele realmente trair, ela poderá matá-lo; caso contrário, ela apenas irá feri-lo.
3 - Aparentemente, uma mulher que anda pelo cemitério madrugada adentro, vagando pelas lacunas e sepulturas. Ouve-se o choro pelos filhos que ela mesma estrangulou.
- Variantes:

1. A Mulher de Branco - bela mulher que, em estradas ou ruas ermas das cidades, abordava os homens.
2. A Loura do Bonfim, que habitaria o Cemitério do Bonfim, em Belo Horizonte.
3. A Loira de Caeté, cuja lenda diz ter sofrido um acidente de carro na perigosa estrada que liga a BR-381 à cidade de Caeté, em Minas Gerais, e morrido, juntamente com o filho. O fantasma da "loira" vai, então, à beira da estrada em busca de uma carona que a leve à cidade para buscar ajuda. Os que não param seus veículos para socorrê-la, ao olhar pelo retrovisor no decorrer da viagem, vê-la-ão sentada no banco traseiro, de onde desaparecerá em seguida.
4. Maria Degolada - Uma mulher que viveu em Porto Alegre, capital do Rio Grande do Sul. Reza a lenda que ela foi degolada pelo marido infiel logo após a lua de mel no morro que ficou conhecido como Morro da Maria Degolada que hoje se chama Morro da Conceição, localizado na zona leste de Porto Alegre no Alto do Bairro Partenon.

### México
La Llorona é a mais famosa lenda mexicana. É tão marcante para os naturais deste país que, mesmo descendentes de imigrantes vivendo nos Estados Unidos da América e no Canadá, afirmam ter visto La Llorona nas margens dos rios.
Existem, como no Brasil, várias versões da mesma lenda, porém a mais difundida é a que remonta ao século XVI, quando os moradores da Cidade do México se refugiavam em suas moradias durante a noite. Isto se dava, especialmente, com os moradores da antiga Tenochtitlan, que trancavam suas portas e janelas, e todas as noites eram acordados pelos prantos de uma mulher que andava sob o luar, chorando (daí o nome, que significa "A Chorona"). Este fato teria se repetido durante muito tempo.
Aqueles que procuraram averiguar a causa do pranto, durante as noites de lua cheia, disseram que a claridade lhes permitia ver apenas uma espessa neblina rente ao solo e aquilo que parecia-se com uma mulher, vestida de branco com um véu a cobrir o rosto, percorrendo a cidade em todas as direções - sempre se detendo na Plaza Mayor, onde ajoelhava-se voltada para o oriente e, em seguida, levantava-se para continuar sua ronda. Ao chegar às margens do lago Texcoco, desaparecia. Poucos homens se arriscaram a aproximar-se do espectro fantasmagórico - aqueles que o fizeram sofreram com espantosas revelações, ou morreram.
Em 1933 este mito, na versão que narra a história de la Malinche (indígena que serviu de intérprete e foi amante de Fernando Cortez), foi levado às telas, num filme mexicano intitulado La Llorona, estrelado por Virginia Zurí.
Em 2019 foi lançado um filme de terror sobrenatural intitulado The Curse of La Llorona, dirigido por Michael Chaves e escrito por Mikki Daughtry e Tobias Iaconis, sendo o sexto filme do universo The Conjuring.
Em outras variantes desta lenda, diz-se que:
1. A versão original da lenda é de origem mexicali, e narra que esta misteriosa mulher era a deusa Cihuacóatl, que vestia-se com roupas da nobreza pré-colombiana e quando da conquista do México, gritava: "Oh, meus filhos! Onde os levarei, para que não acabe por perdê-los?", e realizava augúrios terríveis.
2. Uma versão diz que A Chorona era a alma de la Malinche, penando por trair os mexicanos durante a Conquista do México.
3. Outra relata a tragédia de uma mulher rica e gananciosa que, enviuvando-se, perdeu a riqueza e, não suportando a miséria, afogou seus filhos e matou-se, mas retornou para penar por seus crimes.
4. Seria, por outra, uma jovem apaixonada que morrera um dia antes de casar-se, e trazia para seu noivo um buquê de rosas, que nunca chegou entregar.
5. Uma variante relata que seria uma esposa morta na ausência do marido, a quem voltaria para dar um beijo de despedida.
6. Diz, ainda outra versão, que esta mulher fora assassinada pelo marido e aparecia para lamentar sua morte e protestar sua inocência.
7. Outra variante diz, que ela fora uma princesa inca que tinha se apaixonado por um soldado espanhol. Eles viveram um grande romance e tiveram um filho. Para ele, era um filho bastardo, e casou-se com outra. A princesa então afogara a criança, e o arrependimento pelo seu crime a fizera morrer.
8. Já outra versão, baseada da versão venezuelana, diz que esse seria um espírito de uma mulher que depois de descobrir as traições do marido teria tido um surto de loucura e teria afogado seus filhos. Depois de tomar consciência do que fez, ela teria se matado. E agora, ela vaga pelas estradas punindo com a morte os homens infiéis.
9. Diz a lenda que há muitos anos ela veio para Xochimilco com seus dois filhos. Ollin e Tonatiuh. Era mãe solteira, trabalhava duro vendendo as flores que ela cultivava em sua chinampa. Graças a sua generosidade e camaradagem ela ganhou a simpatia de todo o povoado e sua chinampa logo começou a dar frutos. Até que em uma má noite tudo mudou. Por um descuido, a casa de Yoltzin pegou fogo quando ela voltava de um dia de trabalho. Desesperada, Yoltzin tentou apagar o fogo mas ela não reparou que a balsa onde estavam seus filhos ficou à deriva. Quando notou a sua ausência já era tarde demais. Eles sumiram sem deixar rastros. Yoltzin e todo o povoado os procuraram durante vários dias. No fim alguém achou as crianças do lado do canal. Yoltzin enlouqueceu de dor. Ela não conseguiu aceitar a morte de seus filhos. Com o coração destroçado e cheio de dor, Yoltzin não conseguiu resistir e foi se apagando lentamente entre choros e lamentos. Durante muitos anos o povoado estava triste e sofrendo. Mas quando a história de Yoltzin estava ficando esquecida começaram a se ouvir lamentos no meio da noite. Dizem que La Llorona é a bela Yoltzin que vagueia pela vila à procura de seus filhos. Ela busca vingança pegando crianças que não são suas. Nunca encontrará a paz que tanto anseia a menos que encontre seus filhos há muito perdidos.